# Ron Tomsic
Ronald Paul Tomsic, más conocido como Ron Tomsic, (nacido el 3 de abril de 1933 en Oakland, California) es un exjugador de baloncesto estadounidense. Con 1.80 de estatura, su puesto natural en la cancha era el de base. Fue campeón olímpico con Estados Unidos en los Juegos Olímpicos de Melbourne 1956.